# Kraskov
Kraskov je vesnice, část města Seč v okrese Chrudim v Pardubickém kraji. Nachází se asi 3 km na severozápad od Seče. Prochází zde silnice II/337. V roce 2009 zde bylo evidováno 257 adres. V roce 2001 zde trvale žilo 249 obyvatel. Osadou protéká Zlatý potok, který je pravostranným přítokem řeky Doubravy.
Kraskov je také název katastrálního území o rozloze 5,19 km2.

## Pamětihodnosti
- rybník Dolní Peklo (technická památka)